# Ледзадзамие
Ледзадзамие (груз. ლეძაძამიე) — село в Грузии, на территории Цаленджихского муниципалитета края (мхаре) Самегрело-Верхняя Сванетия.

## География
Село находится в западной части Грузии, на левом берегу реки Большая Чхоуши, на расстоянии приблизительно 3 километров (по прямой) к северо-западу от города Чхороцку, административного центра муниципалитета.

## Население
По результатам официальной переписи населения 2014 года, в Ледзадзамие проживало 186 человек (95 мужчин и 91 женщина). В национальной структуре населения грузины составляли 100 %.